# Чемпіонат УРСР із шахів 1955
24-й чемпіонат України (УРСР) з шахів, що проходив у Києві з 23 квітня по 24 травня 1955 року.

## Загальна інформація про турнір
Черговий чемпіонат України одночасно був і відбірним турніром до півфінальної стадії чемпіонату СССР. Тому, на відміну від турнірів 1951–1954 рр., турнір 1955 року зібрав практично всіх найсильніших шахістів республіки того часу, за винятком гросмейстера Юхим Геллер та майстра Ісаака Липницького. У півфінальний турнір союзного чемпіонату попадали перших четверо шахістів за підсумками чемпіонату України.
Чемпіонату передували півфінальні відбірні турніри серед представників областей, що проводилися в Дніпропетровську та Вінниці, а також чемпіонати Києва, Харкова та Одеси, прирівняні до відбірних турнірів. За підсумками цих турнірів були відібрані 18 шахістів. Цікаво, що з 19 учасників попередньої першості, лише п'ятеро шахістів здобули право виборювати звання чемпіона республіки в 1955 році. Серед 18 учасників чемпіонату було 6 майстрів, 10 кандидатів у майстри та 2 першорозрядники.
Чемпіонат був досить цікавим, боротьба за перемогу, а також за місця, що дають право на вихід до півфіналу чемпіонату СРСР, тривала до останнього туру. Перед останнім 17 туром становище лідерів чемпіонату було наступним: Банник та Поляк по 10½ очок, Коц, Замиховський і Усачий по 10, Шияновський і Серебрийський по 9½, Копаєв — 9 очок. Таким чином 8 учасників мали шанси на вихід у півфінал, та мінімум п'ятеро на перемогу на турнірі.
Банник, Коц та Шияновський свої партії останнього туру закінчили перемогою, Поляк та Замиховський програли, Усачий зіграв унічию. Отже, за підсумками всіх 17 турів чемпіоном України вчетверте став Анатолій Банник, який на пів очка випередив Юрія Коца. Третє-п'яте місця між собою розділили О.Поляк, М.Усачій та В.Шияновський, та за додатковими коефіцієнтами до півфіналу чемпіонату СРСР пробилися Поляк та Усачий. Надалі В.Шияновський також був включений до складу учасників півфінального турніру чемпіонату СРСР.
Зі 153 зіграних на турнірі партій  — 94 закінчилися перемогою однієї зі сторін (61,4%), внічию завершилися 59 партій.

## Турнірна таблиця

Чемпіон України 1955 року Анатолій Банник

| №  | Учасник                 | Місто    | 1 | 2 | 3 | 4 | 5 | 6 | 7 | 8 | 9 | 10 | 11 | 12 | 13 | 14 | 15 | 16 | 17 | 18 |  | + | −  | = | Очки | Місце  |
| -- | ----------------------- | -------- | - | - | - | - | - | - | - | - | - | -- | -- | -- | -- | -- | -- | -- | -- | -- |  | - | -- | - | ---- | ------ |
| 1  | Анатолій Банник         | Київ     |   | 0 | ½ | 1 | ½ | ½ | ½ | 1 | 1 | ½  | 0  | ½  | 1  | ½  | 1  | 1  | 1  | 1  |  | 8 | 2  | 7 | 11½  | Gold   |
| 2  | Юрій Коц                | Сталіно  | 1 |   | 0 | ½ | ½ | ½ | ½ | 1 | 0 | ½  | ½  | ½  | 1  | ½  | 1  | 1  | 1  | 1  |  | 7 | 2  | 8 | 11   | Silver |
| 3  | Овсій Поляк             | Київ     | ½ | 1 |   | 0 | 0 | ½ | ½ | 1 | 1 | 1  | 1  | 0  | 1  | 1  | 0  | ½  | ½  | 1  |  | 8 | 4  | 5 | 10½  | Bronze |
| 4  | Марк Усачій             | Київ     | 0 | ½ | 1 |   | 1 | 0 | 1 | ½ | 0 | 0  | ½  | 1  | 1  | 1  | ½  | 1  | ½  | 1  |  | 8 | 4  | 5 | 10½  | Bronze |
| 5  | Владислав Шияновський   | Київ     | ½ | ½ | 1 | 0 |   | 0 | ½ | ½ | 1 | ½  | 1  | ½  | ½  | ½  | ½  | 1  | 1  | 1  |  | 6 | 2  | 9 | 10½  | Bronze |
| 6  | Абрам Замиховський      | Київ     | ½ | ½ | ½ | 1 | 1 |   | 0 | 0 | ½ | ½  | 1  | 1  | 0  | 1  | ½  | ½  | 1  | ½  |  | 6 | 3  | 8 | 10   | 6—7    |
| 7  | Микола Копаєв           | Чернівці | ½ | ½ | ½ | 0 | ½ | 1 |   | ½ | 0 | 1  | 1  | 1  | 1  | ½  | ½  | 0  | 1  | ½  |  | 6 | 3  | 8 | 10   | 6—7    |
| 8  | Олександр Серебрийський | Харків   | 0 | 0 | 0 | ½ | ½ | 1 | ½ |   | ½ | ½  | 0  | 1  | ½  | 1  | 1  | 1  | ½  | 1  |  | 6 | 4  | 7 | 9½   | 8      |
| 9  | Олександр Мацкевич      | Харків   | 0 | 1 | 0 | 1 | 0 | ½ | 1 | ½ |   | 0  | ½  | ½  | 1  | 0  | 0  | 1  | 1  | 1  |  | 7 | 6  | 4 | 9    | 9      |
| 10 | Рафаїл Горенштейн       | Львів    | ½ | ½ | 0 | 1 | ½ | ½ | 0 | ½ | 1 |    | 0  | ½  | 0  | ½  | 1  | 1  | 1  | 0  |  | 5 | 5  | 7 | 8½   | 10—12  |
| 11 | Д. Коваль               | Одеса    | 1 | ½ | 0 | ½ | 0 | 0 | 0 | 1 | ½ | 1  |    | ½  | 0  | 1  | 1  | 0  | 1  | ½  |  | 6 | 6  | 5 | 8½   | 10—12  |
| 12 | Абрам Хавін             | Київ     | ½ | ½ | 1 | 0 | ½ | 0 | 0 | 0 | ½ | ½  | ½  |    | 1  | ½  | ½  | ½  | 1  | 1  |  | 4 | 4  | 9 | 8½   | 10—12  |
| 13 | Едуард Гуфельд          | Київ     | 0 | 0 | 0 | 0 | ½ | 1 | 0 | ½ | 0 | 1  | 1  | 0  |    | ½  | 1  | ½  | ½  | 1  |  | 5 | 7  | 5 | 7½   | 13—14  |
| 14 | Борис Ратнер            | Київ     | ½ | ½ | 0 | 0 | ½ | 0 | ½ | 0 | 1 | ½  | 0  | ½  | ½  |    | 1  | ½  | 1  | ½  |  | 3 | 5  | 9 | 7½   | 13—14  |
| 15 | Андрій Петерсон         | Вінниця  | 0 | 0 | 1 | ½ | ½ | ½ | ½ | 0 | 1 | 0  | 0  | ½  | 0  | 0  |    | 1  | ½  | 1  |  | 4 | 7  | 6 | 7    | 15     |
| 16 | Віктор Шкловський       | Харків   | 0 | 0 | ½ | 0 | 0 | ½ | 1 | 0 | 0 | 0  | 1  | ½  | ½  | ½  | 0  |    | 1  | ½  |  | 3 | 8  | 6 | 6    | 16     |
| 17 | Анатолій Дозорець       | Одеса    | 0 | 0 | ½ | ½ | 0 | 0 | 0 | ½ | 0 | 0  | 0  | 0  | ½  | 0  | ½  | 0  |    | 1  |  | 1 | 11 | 5 | 3½   | 17—18  |
| 18 | Натан Нейдінг           | Одеса    | 0 | 0 | 0 | 0 | 0 | ½ | ½ | 0 | 0 | 1  | ½  | 0  | 0  | ½  | 0  | ½  | 0  |    |  | 1 | 11 | 5 | 3½   | 17—18  |